# Hans Peter Fischnaller
Hans Peter Fischnaller né le 9 juillet 1985 à Vipiteno est un lugeur italien spécialiste du double. 

## Biographie
Dans l'équipe nationale depuis 2004, il obtient son premier et seul podium en Coupe du monde en 2011-2012 avec son partenaire Patrick Schwienbacher à Calgary. Après la saison 2013-2014, Fischnaller et Schwienbacher annoncent leur retraite sportive.
Son frère Dominik et son cousin Kevin sont également des lugeurs de haut niveau.

## Palmarès

### Championnats du monde
- Meilleur résultat : 6e en 2011 à Cesana Pariol.

### Coupe du monde
- Meilleur classement général en double : 6e en 2011.
- 1 podium.